# زفونكو بوبوفيتش
زفونكو بوبوفيتش هو مدرب كرة قدم ولاعب كرة قدم صربي في مركز الدفاع، ولد في 24 ديسمبر 1961 في Krupanj ‏ في صربيا. لعب مع بودوتشنوست بودغوريتسا ونادي أنجيه ونادي بارتيزان ونادي فويفودينا.